# Cyril Suk
Cyril Suk III, född 29 januari 1967 i Prag, dåvarande Tjeckoslovakien, är en tjeckisk högerhänt professionell tennisspelare, som nått störst framgång i dubbel.

## Tenniskarriären
Cyril Suk var under 1990-talet en av världens 10 bästa dubbelspelare i tennis. Han har vunnit en Grand Slam (GS)-titel i dubbel och 4 GS-titlar i mixed dubbel. Som bäst rankades han i dubbel på 7:e plats 1994. Som singelspelare har han varit föga framgångsrik och har aldrig rankats bland de 100 bästa på ATP-rankingen. Som professionell tennisspelare har han nästan uteslutande fokuserat på dubbelspel. 
År 1985, han var då 18 år gammal, vann han tillsammans med landsmannen Petr Korda juniordubbeln i Franska öppna och de båda rankades det året som världens bästa juniordubbelpar. 
Suk vann sin första GS-titel 1991 på grusbanorna vid Roland Garros, då han tillsammans med sin syster Helena Suková vann mixed dubbeltiteln i Franska öppna. Året därpå, 1992, vann han mixed dubbeln i Wimbledonmästerskapen tillsammans med Larisa Neiland. Säsongerna 1996 och 1997 vann han samma turnering, nu åter tillsammans med Helena Suková.  
År 1998 vann han dubbeltiteln i US Open tillsammans med den 6 år yngre australiske tennisspelaren Sandon Stolle (son till tennisspelaren Fred Stolle). 
Cyril Suk deltog i det tjeckiska Davis Cup-laget 1992-1996 och 2003. Han spelade totalt 10 matcher, alla i dubbel, och vann 6 av dessa. År 2003 var han spelande kapten för laget. 

## Spelaren och personen
Cyril Suk kommer från en framstående tjeckisk tennisspelande familj. Hans mor, Vera Sukova, var under stora delar av 1950-talet Tjeckoslovakiens främsta kvinnliga tennisspelare. Hans far, Cyril Suk II, var president i Tjeckoslovakiens tennisförbund. Hans syster, Helena Suková, var en framstående professionell tennisspelare på WTA-touren med flera GS-titlar i dubbel och mixed dubbel. 
Cyril Suk gifte sig 1991 med Lenka. Paret har en son, Cyril Suk IV (född 1992) och en dotter, Natalie Mia (född 1996).

## Grand Slam-titlar
- Franska öppna
- Mixed dubbel - 1991
- Wimbledonmästerskapen
- Mixed dubbel - 1992, 1996, 1997
- US Open
- Dubbel - 1998